# John Gaeta
John Gaeta (1965) é um especialista em efeitos visuais estadunidense. Venceu o Oscar de melhores efeitos visuais na edição de 2000 por Matrix, ao lado de Janek Sirrs, Steve Courtley e Jon Thum.